# Gerhard Hetzl
Gerhard Hetzl (* 22. Mai 1971 in Graz) ist Psychotherapeut in der Fachrichtung Konzentrative Bewegungstherapie (KBT), Trainer in der Erwachsenenbildung, war Vortragender an der FH Joanneum in Graz und an der Bauakademie Linz. Er war Bankangestellter, in der Privatwirtschaft und politisch tätig. Von 2000 bis 2002 war er für die Freiheitliche Partei Österreichs (FPÖ) Abgeordneter zum Österreichischen Nationalrat. Hetzl trat im Jahr 2005 aus der FPÖ aus, war noch für einige Zeit beim BZÖ politisch aktiv, und verabschiedete sich kurze Zeit später von der politischen Bühne.

## Ausbildung und Beruf
Hetzl besuchte von 1977 bis 1986 die Volks- und Hauptschule sowie den polytechnischen Lehrgang. Er absolvierte im Anschluss die Handelsakademie und begann nach der Matura 1991 ein Studium der Betriebswirtschaftslehre an der Karl-Franzens-Universität Graz, das er 1998 mit dem akademischen Grad Mag. rer. soc. oec. abschloss. Im Herbst 2021 schloss er die Ausbildung zum akademischen Psychotherapeuten an der Donau-Universität-Krems ab.
Er arbeitet derzeit als Psychotherapeut in der psychiatrischen Rehaklinik St. Radegund bei Graz und in freier Praxis.

## Politik
Hetzl war zwischen 1995 und 2000 Vizebürgermeister in Söding. Ab 1995 war er Bezirksparteiobmann-Stellvertreter der FPÖ Voitsberg und ab 1998 Ortsparteiobmann. Ab 1998 gehörte er zudem dem Landesparteivorstand der FPÖ Steiermark an. Zwischen 30. Oktober 2000 und dem 19. Dezember 2002 vertrat er die FPÖ im Nationalrat. Im Zuge der Parteispaltung trat er im Jahr 2005 aus der FPÖ aus, schloss sich dem BZÖ an und wurde im Juni 2005 zum BZÖ-Bezirksobmann von Voitsberg gewählt. Hetzl trat in der Folge bei der Landtagswahl 2005 und bei der Nationalratswahl 2006 an, beendete daraufhin seine politische Tätigkeit und legte alle Funktionen zurück.